# Sagamilepeta sagamiensis
Sagamilepeta sagamiensis is een slakkensoort uit de familie van de Lepetidae. De wetenschappelijke naam van de soort is voor het eerst geldig gepubliceerd in 1971 door Kuroda & Habe.